# Miznówka
Miznówka (969 m) – szczyt w Beskidzie Wyspowym. Znajduje się na grzbiecie łączącym Jasień poprzez przełęcz Przysłop z Gorcami. W grzbiecie tym kolejno wyróżnia się: Jasień (1063 m), Miznówka (969 m), przełęcz Przysłopek, Myszyca (877 m) i przełęcz Przysłop (750 m). Od strony Jasienia szczyt Miznówki z niewielką polaną Okolczyska słabo wyróżnia się, wznosi się ponad grzbiet tylko o kilka metrów, wybitniejszą natomiast przełęczą Przysłopek oddzielony jest od Myszycy. Miznówka wznosi się ponad miejscowością Lubomierz i przebiega przez nią dział wodny między zlewniami Dunajca i Raby. Potoki spływające z zachodnich zboczy Myszycy uchodzą do Mszanki (zlewnia Raby), ze zboczy wschodnich do Kamienicy Gorczańskiej (zlewnia Dunajca).
Na Miznówce znajduje się kilka polan, m.in. Okolczyska i Miznówka. Rozciąga się z niej widok na Gorce, z lewej strony dostrzec można 3 szczyty słowackich Tatr Wysokich. Dawniej polany tętniły życiem pasterskim, wypasali tutaj mieszkańcy Lubomierza, należący do etnicznej grupy górali zwanych Zagórzanami. W latach 60. XX wieku Polska Akademia Nauk prowadziła na polanach Myszycy i Miznówki szczegółowe obserwacje pasterstwa.

## Szlaki turystyki pieszej
przełęcz Przysłop – Nowa Polana – Myszyca – przełęcz Przysłopek – Okolczyska – Miznówka – Jasień. Czas przejścia:  1:50 h, ↓ 1:15 h